# Сальсано, Фаусто
Фаусто Сальсано (итал. Fausto Salsano; 19 декабря 1962, Кава-де-Тиррени, Италия) — итальянский футболист и футбольный тренер. С августа 2023 года в тренерском штабе Роберто Манчини в сборной Саудовской Аравии.

## Карьера
Фаусто Сальсано воспитанник футбольного клуба «Пистойезе». В 1979 году он подписал контракт с клубом «Сампдория», где играл за молодёжный состав. Затем он выступал на правах аренды в Серии C1 — один сезон за «Эмполи» и два сезона за «Парму». В 1984 году вернулся из аренды в «Сампдорию», он стал регулярно играть в стартовом составе, и во второй половине 1980-х был незаменимым игроком в полузащите команды. В 1990 году перешёл в «Рому», где провёл три сезона. Летом 1993 года перешёл обратно в «Сампдорию», в составе которой, провёл ещё пять лет в Серии А.
Фаусто Сальсано выступал в высшем дивизионе Италии на протяжении 14 лет, сыграл 351 матч, забил 21 гол. Сальсано пятикратный победитель Кубка Италии, четырежды в составе «Сампдории» (1984/85, 1987/88, 1988/89, 1993/94); и один раз в составе «Ромы» (1989/90). С «Сампдорией» он также стал победителем Кубка обладателей Кубков (1989/1990) и бронзовым призёром Серии А в сезоне 1993/94.
В 1987 году сыграл четыре матча за Молодёжную сборную Италии.
В конце 1990-х Сальсано продолжил выступления в клубах низших дивизионов — «Специя», «Сестрезе» и «Империа». В клубе «Империа», в котором завершил карьеру игрока, он был играющим тренером.
В начале 2000-х Фаусто Сальсано был ассистентом главного тренера в клубах «Катания» и «Фиорентина». В «Фиорентине» Сальсано некоторое время был ассистентом Пьетро Верховода. Затем стал работать с Роберто Манчини, с которым они играли за «Сампдорию». Вместе с Манчини в работал в «Интернационале» (Италия), «Манчестер Сити» (Англия), «Галатасарай» (Турция).
С июня 2017 по май 2018 работал вместе с Манчини в петербургском «Зените». В мае 2018 года стал ассистентом Манчини в сборной Италии.